# Грейс, Уильям Гилберт
Уильям Гилберт Грейс — один из самых знаменитых игроков за всю историю крикета.
Родился в 1848 году в графстве Глостершир, Англия. Умер в 1915 году, в возрасте 67 лет. Уильям Гилберт Грейс и двое его братьев научились играть в крикет ещё в раннем детстве, их первым учителем была мать. Миссис Грейс была очень хорошим игроком. Впоследствии всех троих братьев приняли в основную крикетную команду графства Глостершир.
Грейс окончил медицинский факультет и получил диплом врача, однако крикет оставался основным занятием его жизни. Свой первый серьёзный матч Грейс сыграл в 16 лет и продолжал играть до 60 лет. За это время он установил новые стандарты буквально в каждом аспекте игры. Он был непревзойденным отбивающим, однако очень достойно проявлял себя в качестве подающего и полевого игрока.
За свою спортивную карьеру Грейс 54896 раз набирал очки (в том числе, 126 раз он выигрывал сотню), взял 2876 ворот и остановил рукой 877 мячей. Ему действительно не было равных на крикетном поле. В сезоне 1871 года он отбивал битой в среднем 78 мячей за игру — это в два раза больше, чем результат второго лучшего игрока Англии. А в сезоне 1876 года Грейс набрал для своей команды 344177 очков и 318 раз не был выведен из игры в трех подряд иннингах в матчах первой лиги. Грейс был капитаном сборной графства Глостершир и не раз приводил свою команду к победе в чемпионате страны. 13 раз он был капитаном английской сборной в матчах против Австралии.